# Fata cu ochii de aur (film)
Fata cu ochii de aur (titlul original: în franceză La Fille aux yeux d'or) este un film dramatic franco-italian, realizat în 1961 de regizorul Jean-Gabriel Albicocco, după nuvela omonimă⁠(d) din 1835 a scriitorului Honoré de Balzac, protagoniști fiind actorii Marie Laforêt, Paul Guers, Françoise Prévost și Françoise Dorléac.

## Rezumat
Marsay, un seducător cinic, trăiește în lumea modei. Este fotograf și lucrează mult cu Eléonore San-Real, cunoscută sub numele de Léo, cea mai veche prietenă al lui.
În plus, el aparține Devoratorilor, o societate ocultă de ajutor reciproc, care se pune în slujba lui pentru a-și duce aventurile erotice la bun sfârșit. Întâlnind întâmplător o tânără frumoasă și atrăgătoare, cuceritorul își propune să-i descopere secretul: cine o întreține și are o relație romantică cu ea? Durează ceva timp înainte ca el să-și dea seama că ea este partenera femeii sale asociate...

## Distribuție
- Marie Laforêt – fata
- Paul Guers – Henri de Marsay
- Françoise Prévost – Éléonore zisă Léo, marchiza de San-Réal
- Françoise Dorléac – Katia
- Jacques Verlier – Paul de Manerville
- Alice Sapritch – dna. Alberte
- Carla Marlier – Sonia
- Frédéric de Pasquale – Willy
- Guy Martin – Chabert
- Jacques Herlin – un taximetrist
- Jean Vigne – un șofer de taxi
- Andrés Soler – chelnerul de la café
- Devoratorii: Roland Fleuri, Igor Galan, Jean Juillard, Gaston Meunier, Philippe Moreau, Jacques Porteret, Michel Puterflam, Sady Rebbot, J. Espijo și Thieblemont

## Premii și nominalizări
- 1961 Premiul Leul de Argint la Festivalul de Film de la Veneția

## Trivia
Marie Laforêt nu numai că și-a păstrat ca poreclă Fata cu ochi de aur, dar s-a căsătorit cu regizorul.